# Piet Hein
För andra betydelser, se Piet Hein (olika betydelser).

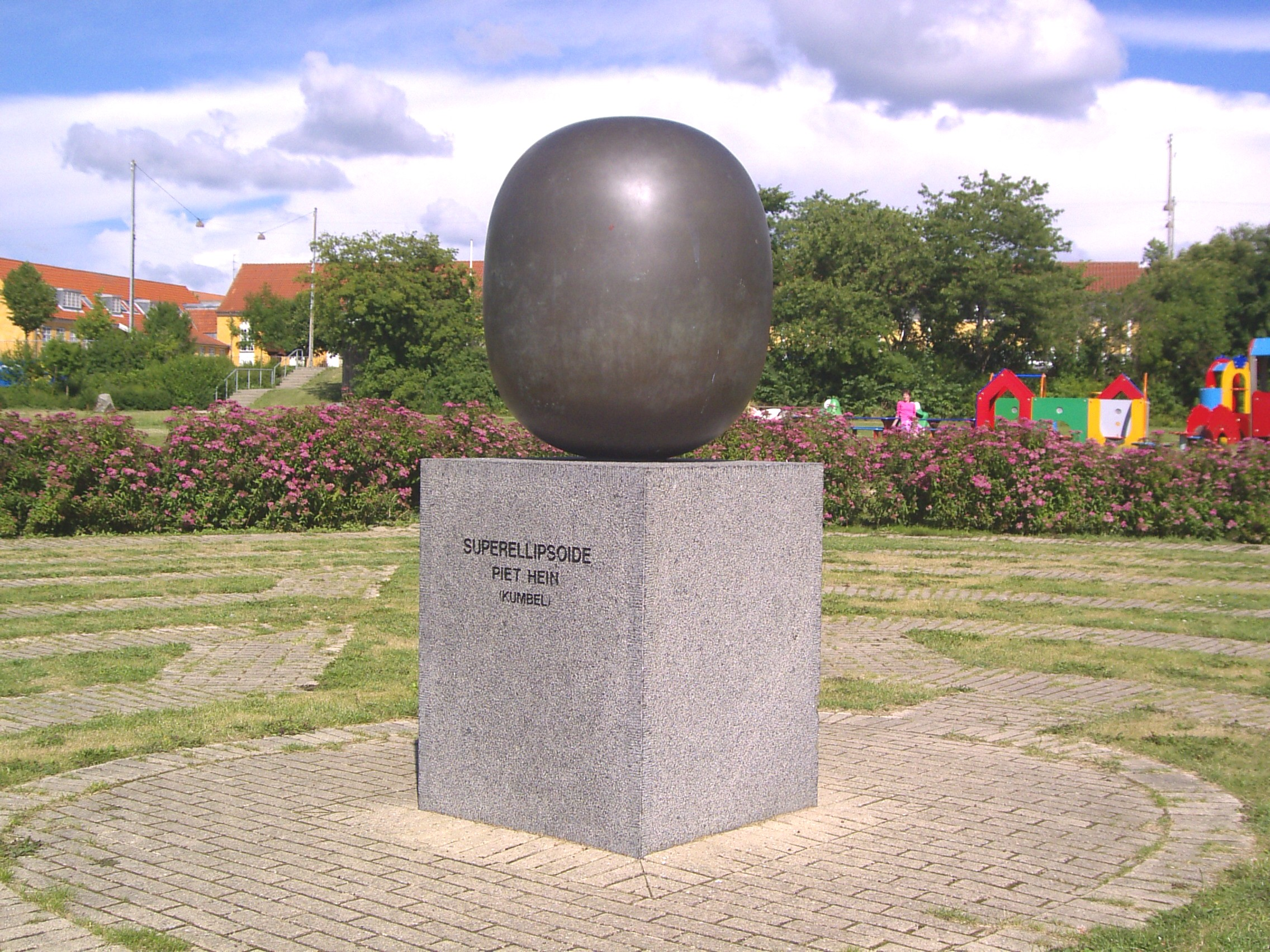
Superegget, skulptur i Kumbelparken i Farum i Danmark.

Piet Hein, född 16 december 1905 i Köpenhamn, död 17 april 1996 i Middelfart, var en dansk vetenskapsman, matematiker, filosof, författare och konstnär. Han är i Sverige känd bland annat för att med superellipsen som grund, tillsammans med den svenske arkitekten David Helldén, ha formgivit Sergels torg i Stockholm. Han uppträdde också under pseudonymen Kumbel Kumbell.  

## Biografi
Piet Hein var son till ingenjören Hjalmar Hein och ögonläkaren och kvinnorättskämpen Estrid Hein. Han studerade filosofi och teoretisk fysik vid Köpenhamns universitet, Niels Bohr-institutet och den polytekniska högskolan. Dessutom studerade han vid privata konstskolor och Kungliga Konsthögskolan i Stockholm.
Som författare blev han berömd för sina grukar, en form av små korta dikter med vardagsfilosofisk vers och resonerande form. Han utgav under åren 1940-63 sammanlagt 20 gruksamlingar. Han skrev under signaturerna Kumbel, Kumbel Kumbell och Notorius Jubelco.
Piet Hein och den svenske möbelarkitekten Bruno Mathsson utformade tillsammans det revolutionerande spännbenet som bland annat används på det klassiska bordet Superellips med bordsskivan i form av en superellips.
År 1942 uppfann Hein spelet Hex.
Piet Hein var gift fyra gånger. Andra äktenskapet var med Nena Conheim. Nena Conheim gifte senare om sig med Bror Carl Söderblom, en av ärkebiskop Nathan Söderbloms söner. Piet Hein var i sitt fjärde äktenskap 1955-68 gift med den svenska skådespelerskan Gerd Ericsson (1932-68). Paret fick sönerna Jotun Hein, (född 1956), professor i bioinformatik i Oxford och Hugo Piet Hein (född 1963). Han är i rakt nedstigande led ättling till den holländske folkhjälten Piet Pieterszoon Hein.

## På svenska
- Gruk på svenska: ett urval (under redaktion av Jonas Hartelius, Corona, 2001)